# Jorge Carvalho
Jorge Maria Abreu de Carvalho (Porto da Cruz, 1968) é um professor e político português, atual secretário regional da Educação, Ciência e Tecnologia da Região Autónoma da Madeira.

## Biografia
Licenciou-se em Educação Física e Desporto em 1995 pela Universidade da Madeira e é, desde 2000, mestre em Ciências do Desporto - Gestão do Desporto pela mesma instituição. Foi presidente da Associação Académica da Universidade da Madeira.
É professor de Educação Física na Escola Secundária Jaime Moniz, a cuja direção já pertenceu.
Em 2007, foi presidente do clube Madeira Andebol SAD.

### Política
Foi deputado à Assembleia Legislativa da Madeira pelo PPD/PSD entre abril e novembro de 2000.
Entre 2007 e 2011, foi diretor regional da Juventude, sob alçada da Secretaria Regional dos Recursos Humanos.
Em 2015, foi o 15.° candidato do PPD/PSD às eleições regionais. Não foi deputado, porque acabou por ser nomeado secretário regional da Educação.